# Power Line Communication
Les Comunicacions per línia elèctrica, més conegudes pels seus acrònims PLC (Power line communication) o PLT (Power Line Transmission), nom estandarditzat per la ETSI, són el nom que reben les diferents tecnologies per a l'enviament de dades a través de les instal·lacions elèctriques. Aquestes tecnologies consisteixen a superposar un senyal modulat d'alta freqüència sobre el senyal de corrent altern estàndard de 50 o 60 Hz, segons el sistema elèctric. Segons la quantitat d'informació que permeten transmetre, se sol distingir entre Comunicacions de banda ampla (Broadband over power lines o BPL) que permeten enviar més d'1 Mbit/s i tenen major importància en l'actualitat i les Comunicacions de banda estreta (Narrowband over power lines en anglès) que permet enviar taxes de dades prou més baixes i s'ha utilitzat tradicionalment per al control de subestacions elèctriques, comunicacions de veu, monitoratge de consum elèctric o protecció de línies de transmissió d'alta tensió. La tecnologia PLC aprofita la xarxa elèctrica per convertir-la en una línia digital d'alta velocitat de transmissió de dades, permetent, entre altres coses, l'accés a Internet mitjançant la banda ampla.
Les Comunicacions de banda ampla permeten enviar per les línies elèctriques de baixa i mitja tensió qualsevol tipus d'informació, com ara veu (telefonia IP), vídeo (distribució de vídeo, videoconferències…) o dades a alta velocitat (Internet, transferències d'arxius, etc.), utilitzant per això el rang de freqüències que va des d'1,6 a uns 30 MHz, de manera que no hi ha interferències entre les dades i el senyal elèctric, ja que les freqüències són molt més elevades. Dintre d'aquesta tecnologia, es poden distingir dues aplicacions amb característiques diferenciades: interior o curt abast i exterior o llarg abast.

## Conceptes bàsics
Tot el poder la línia de comunicacions sistemes funcionen mitjançant la impressió d'un senyal portador modulat en el sistema de cablejat. Els diferents tipus de comunicacions a través utilitzen bandes de freqüència diferents, depenent de les característiques de transmissió de senyals dels cables d'alimentació utilitzada. Atès que el sistema de cablejat de l'energia va ser pensat originalment per a la transmissió de corrent altern, d'ús convencional, els circuits de cable d'alimentació només tenen una capacitat limitada per a dur a freqüències més altes. El problema de propagació és un factor limitant per a cada tipus de comunicacions de la línia elèctrica. Un nou descobriment denominat E-line que permet a un únic conductor de l'energia en una línia d'alta tensió per funcionar com una guia d'ona per proporcionar la propagació de baixa atenuació de RF a través de línies d'energia de microones mentre que proporciona taxa d'informació de diversos Gbps és una excepció a aquesta limitació.

## Aplicacions de la tecnologia PLC

### Interior o curt abast
Utilitza la instal·lació elèctrica de l'habitatge com a mitjà de transmissió. Aquesta tècnica s'utilitza per a domòtica o automatització de la llar (per exemple, control de l'enllumenat o altres dispositius elèctrics sense necessitat d'instal·lar cablejat addicional) o bé per a la distribució de serveis en l'interior de la llar, com la distribució de vídeo, televisió, música o Internet per tenir-ne accés en qualsevol punt de l'habitatge. Dintre d'aquesta tecnologia es poden trobar diferents estàndards, el promogut per l'Associació Universal de Powerline (en anglès Universal Powerline Association, UPA), la tecnologia de Homeplug o l'estàndard industrial X10.
Habitualment aquests dispositius operen mitjançant la injecció d'un senyal portador d'alta freqüència en el cablejat elèctric de l'habitatge. Aquest senyal portador és modulat amb senyals digital. Cada receptor del sistema té una adreça que l'identifica i li permet ser gestionat individualment, de manera que només es descodificaran les dades que s'envien a aquesta adreça. Aquest dispositius poden connectar-se als endolls habituals o bé estar connectats de forma permanent a la instal·lació elèctrica. Com que aquests senyals poden propagar-se als habitatges veïns que pertanyen al mateix sistema de distribució, existeix un "identificador de xarxa" que designa el propietari i evita que les dades transportades puguen ser rebudes fora de l'habitatge.
Una altra aplicació, dintre d'aquest grup, pot ser la creació de xarxes de comunicacions de dades, veu, música i vídeo sobre el senyal de corrent continu de les bateries, en l'interior d'automòbils.

### Exterior o llarg abast
Utilitza les línies de mitja i baixa tensió per a oferir serveis d'accés a Internet de banda ampla, distribució de vídeo o televisió o el que en telefonia es denomina el bucle d'abonat o última milla que consisteix en la connexió des de la central telefònica als diferents abonats. D'aquesta manera s'aconsegueix una infraestructura de telecomunicacions molt més barata que altres com la fibra òptica o el cable coaxial, que permet velocitats d'enviament de dades de fins a 200 Mbit/s ara per ara i que a més té una cobertura potencial més ampla, car la xarxa elèctrica està més estesa que la de telefonia o altres xarxes de comunicacions, com el cable o la fibra.
Existeix una aplicació intermèdia entre aquest grup i l'anterior que consisteix a donar servei de dades (Internet de banda ampla i/o distribució de televisió) a diversos usuaris (habitatges) de grans edificis, com ara gratacels.
Dintre d'aquest grup, destaca l'estàndard obert d'accés a través de PLC promogut per la Unió Europea, conegut com a OPERA (Open PLC European Research Alliance).

### Cablejat de xarxes casolanes (banda ampla)
La tecnologia PLC també pot usar-se en la interconnexió en xarxa de computadores casolanes i dispositius perifèrics, inclosos aquells que necessitin connexions en xarxa, encara que al present no existeixen estàndards per a aquest tipus d'aplicació. Les normes o estàndards existents han estat desenvolupats per diferents empreses dintre del marc definit per les organitzacions nord-americanes HomePlug Powerline Alliance i la Universal Powerline Association.

### Gestió d'energia
Actualment les companyies elèctriques treballen en la millora d'aquesta tecnologia, pensant en el control i el monitoratge de l'energia. El model de creació de l'energia elèctrica s'està dispersant cada vegada més; és a dir que la generació d'energia no es produeix únicament en grans centrals, sinó de forma distribuïda. Un exemple d'aquest monitoratge en són els comptadors elèctrics que es comencen a instal·lar en alguns blocs i que permeten a la companyia subministradora d'electricitat obtenir el consum de l'abonat en temps real.

### Altres aplicacions
La tecnologia PLC també s'està estudiant i començant a aplicar en els cotxes, ja que d'aquesta manera s'estalvia pes en utilitzar el mateix cable per enviar les comunicacions i l'energia.

## Avantatges
- Estalvi de cost en infraestructures, ja que utilitza les infraestructures elèctriques existents. No cal fer obres.
- Tecnologia flexible, la topologia i les característiques de la xarxa es poden modificar amb facilitat.
- Fàcil d'instal·lar.
- L'endoll elèctric és la presa única per a alimentació, dades i veu. No hi ha interferències amb el subministrament elèctric.
- Els serveis oferts són competitius en preu i qualitat, és una alternativa vàlida a l'ADSL (Asymmetric Digital Subscriber Line o línia d'abonat digital asimètrica) i a la CATV (televisió per cable).
- Es poden integrar diferents serveis en una mateixa xarxa (telefonia, accés a internet, distribució de televisió…) i fins i tot pot haver-hi diferents xarxes sobre la mateixa instal·lació elèctrica, gràcies a la multiplexació temporal o en freqüència.

## Desavantatges
- Depenent de les freqüències utilitzades i la tecnologia, es poden produir radiacions en bandes HF, que interfereixen en les freqüències utilitzades per les forces d'emergència i de seguretat i la banda de radioaficionats. És per això que alguns governs com ara l'estatunidenc o el japonès s'havien oposat als desplegaments de PLC en el passat. Avui en dia, però, existeixen dispositius PLC que permeten seleccionar les freqüències en què es transmet; és el cas, per exemple, dels xips amb tecnologia de l'empresa DS2.
- La rendibilitat d'aquests serveis no està sempre assegurada.

## Tecnologia
Aquesta tecnologia permet actualment la transmissió de dades física de fins a 200 Mbit/s en l'actualitat i uns 130 Mbit/s en la capa d'aplicació, utilitzant les bandes de freqüència que van des d'1 a 34 MHz. Entre les tecnologies existents destaquen els productes de l'empresa valenciana DS2, basada en l'estàndard obert europeu OPERA, que utilitza una modulació OFDM amb 1536 portadores, amb un ample rang dinàmic (fins a 90 dB), amb dispositius repetidors que utilitzen la multiplexació per divisió en el temps i en freqüència (permetent establir topologies en arbre) i que ofereixen Qualitat de Servei (QoS) i diversos tipus de serveis (CoS). També hi ha els estàndards de Homeplug AV (tecnologia de l'empresa Intellon) i el de la CEPCA o Consumer Electronics Powerline Communication Alliance (tecnologia desenvolupada per Panasonic), amb característiques similars, tot i que, avui dia, encara no es coneixen productes comercials. Finalment, hi ha altres tecnologies propietàries anteriors, amb velocitats d'enviament de dades d'entre 70 i 85 Mbps o 14 Mbps i que encara es comercialitzen en alguns productes.
Aquesta tecnologia es caracteritza per poder donar un servei de dades simètric, de manera similar a l'ADSL la taxa màxima de transmissió pot modificar-se segons les característiques del canal (la línia elèctrica) i típicament permet xarxes de fins a 256 usuaris.
Hi ha diversos tipus de mòdems PLC, els dispositius necessaris per poder utilitzar aquesta tecnologia, que van des d'aquells que es connecten directament a la xarxa de transport de telecomunicacions (o backbone), coneguts com a "head ends", fins als terminals de clients que s'instal·len a les cases i poden tindre diferents interfícies de comunicacions (Ethernet, USB o connexió telefònica, entre altres), passant per dispositius repetidors.
A més dels estàndards anomenats, altres organitzacions d'estandardització internacionals també han creat grups de treball per estandarditzar la tecnologia del PLC, com l'IEEE (Institute of Electrical and Electronic Engineers) i l'ETSI (European Telecommunication Standards Institute).